# Campeonato Femenino Sub-17 de la Concacaf de 2014
El Campeonato Femenino Sub-17 de la Concacaf de 2013 será la IV edición de este torneo. Se disputará en Jamaica, entre el 30 y el 9 de noviembre de 2013, en la ciudad de Montego Bay. El campeonato se juega entre las selecciones nacionales femeninas sub-17 de todos los países cuyas federaciones están afiliadas a la Concacaf

## Grupos

### Grupo A
| Equipo      | Pts. | PJ | PG | PE | PP | GF | GC | Dif |
| ----------- | ---- | -- | -- | -- | -- | -- | -- | --- |
| Jamaica     | 0    | 0  | 0  | 0  | 0  | 0  | 0  | 0   |
| México      | 0    | 0  | 0  | 0  | 0  | 0  | 0  | 0   |
| Haití       | 0    | 0  | 0  | 0  | 0  | 0  | 0  | 0   |
| El Salvador | 0    | 0  | 0  | 0  | 0  | 0  | 0  | 0   |